# Mansidão
Mansidão est une municipalité brésilienne de l'État de Bahia et la microrégion de Cotegipe.

## Personnalités liées
- Gabriel Pimba (1990-), footballeur.